# سه پادشاهی (مجموعه تلویزیونی)
سه پادشاهی یا سه امپراتوری نام مجموعهٔ تلویزیونی چینی است که براساس رخدادهای اواخر دودمان هان شرقی و دوره سه امپراتوری است. بنمایهٔ این مجموعه برپایهٔ داستان عاشقانه سه‌ پادشاهی نوشتهٔ لوئو گوانچونگ و اسناد سه امپراتوری و داستان‌های دیگر مرتبط با این موضوع طرح‌ریخته شده‌است. کارگردان این مجموعه گائو شیشی است. این سریال در مهٔ ۲۰۱۰ میلادی به بازار چین عرضه شده‌است.

## خلاصه داستان
در زمان فرمانروایی امپراتور لینگ، با قدرت‌گیری خواجه‌های دربار معروف به ده‌ خواجه و در نتیجه فساد و رشوه‌خواری آن‌‌ها، کشور وارد قحطی می‌گردد. در این زمان شورش دستار زردها رخ می‌دهد. با اینکه این شورش سرکوب می‌گردد ولی تبعات سنگینی برای سلسله هان دربر دارد و این سلسله هرگز قدرت سابق خود را بازنمی‌یابد. 
امپراتور لینگ در سن ۳۳ سالگی از دنیا می‌رود و پسر ۱۳ ساله‌اش، لیو بیان با نام سلطنتی امپراتور شائو بر تخت می‌نشنید. دایی امپراتور شائو، هو جین، برای از میان برداشتن خواجه‌ها به دونگ ژو، فرمانروای لیانگ دستور می‌دهد تا با ارتشش وارد پایتخت امپراتوری هان، لوئویانگ گردد تا خواجه‌ها را از میان بردارند ولی پیش از انجام این عمل، جیان شو، رئیس خواجه‌ها، از نقشه باخبر می‌گردد. جیان شو با فریفتن ملکه هو، خواهر ناتنی هپ جین، هپ جین را به کاخ امپراتوری کشانده و وی را به قتل می‌رسانند. با ورود دونگ ژو به پایتخت، دونگ ژو قدرت را در اختیار می‌گیرد و امپراتور شائو را خلع کرده و برادر ۹ ساله‌اش لیو شیه را با نام سلطنتی امپراتور شیان، به تخت می‌نشاند و سپس امپراتور شائو و مادرش را به قتل می‌رساند. 
گردن‌فرازی‌ها و ستمکاری‌های دونگ ژو باعث می‌گردد فرمانروایان محلی از گوشه و کنار چین دست به شورش علیه دونگ ژو بزنند. بااینکه این شورشی‌ها ادعای وفاداری به سلسله هان را دارند ولی همگی دارای بلندپروازی‌های خاص خودشان هستند و به دنبال کسب قدرت و ثروت می‌باشند. یکی از ایشان سائو سائو، فرمانده سواره‌نظام است. در این میان سه برادر قسم‌خورده لیو بی، گوان یو و ژانگ فی پس از خوردن قسم برادری در باغ هلو، می‌خواهند سلسله هان را احیا کنند و کشور را از خیانتکاران پاکسازی کنند.

## بازیگران

### سلسله هان
- یو هوی در نقش لیو بی

- لو یی در نقش ژوگه لیانگ
- یو رونگ‌گوانگ در نقش گوان یو
- کانگ کای در نقش جانگ فی
- نی یوان در نقش جائو یون
- لو جیان در نقش لیو شیه
- وانگ پنگ در نقش لیو شان
- سونگ لائیون در نقش هوآنگ ژونگ
- چن ییلین در نقش ما چائو
- وانگ ژینجون در نقش وی یان
- دو ژودونگ در نقش پانگ تونگ
- یانگ روی در نقش سون جیان
- ژیا تیان در نقش ما دای
- یی پنگ در نقش جیانگ وی
- فان جینلون در نقش گوان پینگ
- وی ژی در نقش گوان ژینگ
- سای جین در نقش ژانگ بائو
- ژنگ شیمینگ در نقش ما سو
- گوان زیچیان در نقش ما لیانگ
- وانگ هوانگ در نقش وانگ پینگ
- نینگ شنگ در نقش ما تنگ
- لی چنگگونگ در نقش لیو بیائو
- سائو زیون در نقش بانو سای
- وانگ گنگ در نقش لیو ژانگ
- فان گوانگ در نقش لیو چی
- شو ژیائو در نقش لیو دای
- لیو یاجین در نقش ژانگ سونگ
- هونگ پانگی زی در نقش می فانگ
- شانگ ییشا در نقش بانو می
- تانگ زیدی در نقش بانو گان
- دنگ لیمینگ در نقش لی یان
- گی یویوان در نقش لی فنگ
- تونگ هان در نقش تائو چیان
- ژنگ تیانیونگ در نقش وانگ یون

### سلسله سائو وی
- چن چیانبین در نقش سائو سائو
- یو بین در نقش سائو پی
- یانگ گوانگ در نقش سائو رن
- لی دایچینگ در نقش سائو هونگ
- یانگ دمین در نقش سائو روی
- لی جیانشین در نقش ژون یو
- گو تائو در نقش ژو چو
- جیانگ چانگ یی در نقش چنگ یو
- چنگ ژیانگ یین در نقش ژانگ لیائو
- چن وی در نقش شو هوانگ
- وو کگانگ در نقش یو جین
- تان جیانکچان در نقش ژانگ هی
- لی منگچنگ در نقش زیاهو دان
- لی چیلونگ در نقش زیاهو یوان
- لی جیچون در نقش سائو ژی
- لی جن در نقش سائو ژانگ
- ژائو جین در نقش سائو ژن
- ژیا تیان در نقش سائو شوآنگ
- یوآن شائوزیونگ در نقش سائو فنگ
- آن پنگزیو در نقش سائو چونگ
- یو زیکوان در نقش سائو ژیو
- هو چونیونگ در نقش زیاهو با
- گو جیون در نقش سائو سونگ
- ژانگ گه در نقش گو هوای
- لیو دان در نقش سای مائو
- جین یی در نقش یانگ ژیو
- وانگ دی در نقش شهبانو گو
- لیو زیجیائو در نقش شهبانو سائو (سائو جیه)
- لی یاتیان در نقش سان لی
- ژانگ شیچیان در نقش هوا ژین
- سائو گوژین در نقش لی دیان
- وانگ جینژین در نقش گو جیا
- سان های در نقش چن چون

### سلسله وو شرقی
- ژانگ بو در نقش سون کوان
- روبی لین در نقش سون رن
- ویکتور هوانگ در نقش ژو یو
- شا یی در نقش سون سه
- هو چینگ در نقش لو سو
- لیو جینگ در نقش دا کیائو
- ژائو که در نقش ژیائو کیائو
- سائو یی در نقش ژوگه جین
- لیو کوی در نقش هوانگ گای
- جری چانگ در نقش لو منگ
- شائو فنگ در نقش لو ژون
- فان یولین در نقش سون جیان
- شن جیه در نقش ژانگ جائو
- ژونگ مینگهه در نقش چنگ پو
- جی آئوجون در نقش سان هوان
- ژو لی در نقش ژو ران
- هان لی در نقش پان ژانگ

### سایر
- نی داخونگ در نقش سیما یی
- پتر هو در نقش لو بو
- لو ژیائوهه در نقش دونگ ژو
- چن هائو در نقش دیائوچان
- وو ونگوانگ در نقش یوان شائو
- یان پی در نقش یوان شو
- سونگ هونگتائو در نقش چن گونگ
- لیو گوگوانگ در نقش سیما ژائو
- ژائو داچنگ در نقش سیما شی
- میائو یانینگ در نقش سیما یان
- شو مائومائو در نقش شو یو
- وانگ بائو گانگ در نقش گونگسان زان
- هان ون لیانگ  در نقش یوان شانگ
- لیو لونگ در نقش یوان تان
- لان تیان  در نقش یوان ژی
- یائو گانگ در نقش شو شو

## تولید و پخش
بودجۀ این سریال مبلغی بیش از ۱۶۰ میلیون رنمینبی (۳۰ میلیون دلار) بود و مراحل پیش‌ساخت آن پنج سال به طول انجامید. فیلم‌برداری این سریال در اکتبر ۲۰۰۸ آغاز گردید و در مۀ ۲۰۱۰ بر روی آنتن رفت.
سه پادشاهی در زمان پخشش لقب گران‌ترین مجموعه تلویزیونی تاریخ چین را کسب کرد و به چهار شبکۀ منطقه‌ای چین به ارزش ۱۶۰ میلیون یوان فروخته شد. همچنین این سریال به بیش از بیست کشور در جهان فروخته شد و سود حدودی ۸۰۰ میلیون رنمینبی (۱۳۳/۳ میلیون دلار) به دست آورد.
این سریال یک موفقیت تجاری بود و امتیازات بالایی کسب کرد؛ ولی باعث ایجاد بحث و جدل میان طرفداران و منتقدان گردید؛ دلیل آن نیز تفاوت‌های زیاد آن با کتاب داستان عاشقانه سه پادشاهی و تاریخ ثبت شده بود.
سه پادشاهی جوایز بسیاری را در چین، کره، ژاپن و ... کسب کرد. همچنین چن جیابین به دلیل بازی در نقش سائو سائو جوایز زیادی را به دست آورد.

## فهرست قسمت ها
| #  | عنوان                                                                        |
| -- | ---------------------------------------------------------------------------- |
| ۱  | برای از بین بردن خائن، سائو سائو یک خنجر ارزشمند را هدیه می‌ گیرد.            |
| ۲  | چن گونگ، سائو سائو را برای درستکاری آزاد می‌سازد.                             |
| ۳  | سائو سائو به اشتباه لو بوشه را می‌کشد.                                        |
| ۴  | گوان یو پیش از سرد شدن باده، هوا ژیونگ را می‌کشد.                             |
| ۵  | نبرد هولائو، سه قهرمان با لو بو می‌جنگند.                                     |
| ۶  | سان جیان، مهر شاهنشاهی را به دست می‌آورد.                                     |
| ۷  | مرگ سان جیان در گدار سانجین.                                                 |
| ۸  | وانگ یون نقشه پیچیده‌ای برنامه‌ریزی می‌کند.                                     |
| ۹  | پدر و پسر در کاخ فنگ‌یی درگیر می‌گردند.                                        |
| ۱۰ | لو بو، دونگ ژو را می‌کشد.                                                     |
| ۱۱ | تائو چیان سه‌بار، استان ژو پیشکش می‌کند.                                       |
| ۱۲ | لو بو در نبرد شکست می‌خورد و از لیو بی پناه می‌خواهد.                          |
| ۱۳ | سائو سائو امپراتور را نجات می‌دهد و جنگسالاران را مهار می‌کند.                 |
| ۱۴ | لو بو یک شبیخون شبانه را در استان ژو انجام می‌دهد.                            |
| ۱۵ | لو بو یک پیکان را به میان تبرزین پرتاب می‌کند.                                |
| ۱۶ | سائو سائو، یوان شو را در رزمگاه شکست می‌دهد.                                  |
| ۱۷ | لو بو فریب سائو سائو را می‌خورد و استان ژو را از دست می‌دهد.                   |
| ۱۸ | لو بو در برج دروازه سفید با پایانش روبه‌رو می‌گردد.                            |
| ۱۹ | لیو بی فرمان امپراتوری را دریافت می‌کند و سوگند به نابودی سائو سائو می‌خورد.   |
| ۲۰ | سائو سائو هنگام نوشیدن از قهرمانان سخن می‌گوید.                               |
| ۲۱ | سائو سائو و یوان شائو، سپاهیانشان را بسیج می‌کنند.                            |
| ۲۲ | لیو بی شکست می‌خورد و به یوان شائو پناه می‌برد.                                |
| ۲۳ | گوان یو با سه شرط به سائو سائو تسلیم می‌گردد.                                 |
| ۲۴ | یوان شائو، سربازان و سرداران بسیاری را از دست می‌دهد.                         |
| ۲۵ | رهنوردی هزار فرسنگی گوان یو به تنهایی.                                       |
| ۲۶ | تجدید دیدار در گوچانگ                                                        |
| ۲۷ | یوان شائو در گواندو متحمل شکست می‌گردد.                                       |
| ۲۸ | شو یو به اربابش خیانت می‌کند و به سائو سائو می‌پیوندد.                         |
| ۲۹ | سائو سائو انبار آذوقه ووچائو را می‌سوزاند.                                    |
| ۳۰ | لیو بی سپاهی را در ژین یه گرد می‌آورد.                                        |
| ۳۱ | اسب لیو بی از روی رودخانه تان می‌جهد.                                         |
| ۳۲ | شو شو برای پیشنهاد دادن ژوگه لیانگ به لیو بی بازمی‌گردد.                      |
| ۳۳ | لیو بی سه بار به دیدار ژوگه لیانگ می‌رود.                                     |
| ۳۴ | سان سه میراث خود را به سان کوان می‌سپرد.                                      |
| ۳۵ | ژوگه لیانگ نوپا، سربازان را گسیل می‌کند.                                      |
| ۳۶ | ژائو یون در چانگبان می‌جنگد.                                                  |
| ۳۷ | ژوگه لیانگ با اندیشمندان بحث می‌کند.                                          |
| ۳۸ | ژوگه لیانگ، ژو یو را علیه سائو سائو برمی‌انگیزاند.                            |
| ۳۹ | جیانگ گان پس از مهمانی نامه‌ای را می‌دزدد.                                     |
| ۴۰ | ژوگه لیانگ با قایق‌های کاهی، تیرها را قرض می‌گیرد.                             |
| ۴۱ | ژو یو، سائو سائو را در صخره سرخ شکست می‌دهد.                                  |
| ۴۲ | گوان یو در گذرگاه هوارونگ از جان سائو سائو می‌گذرد.                           |
| ۴۳ | سیما یی به خدمت سائو سائو در می‌آید.                                          |
| ۴۴ | سائو سائو، ما تنگ از لیانگ غربی را با ترساندن دور می‌کند.                     |
| ۴۵ | سائو سائو، فرزند عزیزش سائو چونگ را از دست می‌دهد.                            |
| ۴۶ | ژو یو آماده حمله به استان جینگ می‌گردد.                                       |
| ۴۷ | نیروهای سان، سائو و لیو برای فرمانداری نان می‌جنگندند.                        |
| ۴۸ | ژو یو با اندوه به چایسانگ بازمی‌گردد.                                         |
| ۴۹ | ژائو یون، گوییانگ را فتح می‌کند.                                              |
| ۵۰ | گوان یو در چانگشا می‌جنگد و هوانگ ژونگ و وی یان را به خدمت می‌گیرد.            |
| ۵۱ | لو سو برای خواستن استان جینگ دو بار می‌آید.                                   |
| ۵۲ | لیو بی برای ازدواج به وو سفر می‌کند.                                          |
| ۵۳ | ژو یو، سان کوان را خشمگین می‌کند.                                             |
| ۵۴ | بانو سان و لیو بی ازدواج می‌کنند.                                             |
| ۵۵ | لیو بی به استان جینگ بازمی‌گردد.                                              |
| ۵۶ | ژوگه لیانگ برای بار سوم، ژو یو را خشمگین می‌سازد.                             |
| ۵۷ | ژو یو شکست می‌خورد و با پشیمانی می‌میرد.                                       |
| ۵۸ | ژوگه لیانگ برای ژو یو سوگواری می‌کند.                                         |
| ۵۹ | سائو سائو در تختگاه گنجشک برنزی، یک بزم میزبانی می‌کند.                       |
| ۶۰ | ما تنگ وارد پایتخت می‌گردد.                                                   |
| ۶۱ | ما تنگ پس از افتادن در تله، کشته می‌شود.                                      |
| ۶۲ | ژو چو با ما چائو می‌جنگد.                                                     |
| ۶۳ | ژانگ سونگ نخست خوار گشته و سپس به خوبی توسط لیوبی پذیرفته می‌گردد.            |
| ۶۴ | ژانگ سونگ یک نقشه را تقدیم می‌کند؛ لیو بی وارد جنوب غربی چین می‌شود.           |
| ۶۵ | وی یان برای کشتن لیو ژانگ رقص شمشیر می‌کند.                                   |
| ۶۶ | مرگ پانگ تونگ در سراشیبی قوقنوس افتاده.                                      |
| ۶۷ | ما چائو با لیو بی بیعت می‌کند.                                                |
| ۶۸ | گوان یو به تنهایی و با تنها یک تیغ به ضیافت می‌رود.                           |
| ۶۹ | هوانگ ژونگ، هانژونگ را فتح می‌کند.                                            |
| ۷۰ | سائو سائو، یانگ ژیو را در کوه دینگجون اعدام می‌کند.                           |
| ۷۱ | زخم پیکان زهرالود گوان یو بهبود می‌یابد.                                      |
| ۷۲ | گوان یو در مایچنگ خودکشی می‌کند.                                              |
| ۷۳ | درخواست پایانی و مرگ سائو سائو.                                              |
| ۷۴ | سائو پی، سائو ژی را وادار به سرودن شعر هفت‌گام می‌کند.                         |
| ۷۵ | امپراتور ژیان، دو فرمان دریافت می‌کند و به سود سائو پی کناره‌گیری می‌کند.       |
| ۷۶ | شاهنشاه ژیان خودکشی می‌کند؛ لیوبی شو را برپا می‌کند.                           |
| ۷۷ | ژانگ فی برای اشتیاق کینه‌جویی برادرش می‌میرد.                                  |
| ۷۸ | لیو بی به سوی وو لشکرکشی می‌کند.                                              |
| ۷۹ | سان کوان به وی سر فرود می‌آورد.                                               |
| ۸۰ | هوانگ ژونگ در نبرد کشته می‌گردد.                                              |
| ۸۱ | لو ژون لشکرگاه‌های زنجیره‌وار لیو بی را به آتش می‌کشد.                          |
| ۸۲ | لیو بی فرزندش را در بایدیچنگ به ژوگه لیانگ می‌سپارد،شکست لیو بی در ژائو تینگ. |
| ۸۳ | ژوگه لیانگ با آرامش پنج ارتش دشمن را عقب می‌راند.                             |
| ۸۴ | ژوگه لیانگ یادبودهای مشهور را می‌نویسد.                                       |
| ۸۵ | ژوگه لیانگ آماده پیکار شمال می‌شود.                                           |
| ۸۶ | ما سو مشاوره‌ها را رد می‌کند و جیتینگ را از دست می‌دهد.                         |
| ۸۷ | نقشه قلعه خالی ژوگه لیانگ، سربازان سیما یی را عقب می‌راند.                    |
| ۸۸ | ژائو یون از دنیا می‌رود.                                                      |
| ۸۹ | ژوگه لیانگ، سیما یی را شکست می‌دهد.                                           |
| ۹۰ | ژوگه لیانگ با نقشه‌ای خردمندانه، سائو ژن را از میان برمی‌دارد.                 |
| ۹۱ | ژوگه لیانگ با نقشه چنسانگ را می‌گیرید.                                        |
| ۹۲ | ژوگه لیانگ برای تمسخر سیما یی نامه‌ای می‌فرستد.                                |
| ۹۳ | سیمایی به وسیله رگبار باران نجات می‌یابد.                                     |
| ۹۴ | مرگ صدراعظم در دشت‌های ووچانگ.                                                |
| ۹۵ | سیما یی خود را به بیماری می‌زند و وی را تحت سلطه خویش درمی‌آورد.               |

## موسیقی متن
| # | نام آهنگ                          | سازندگان                                                         | یادداشت               |
| - | --------------------------------- | ---------------------------------------------------------------- | --------------------- |
| ۱ | جهانی در صلح را به من بده         | سازنده: ژائو جیپینگ؛ اشعار: یی مینگ؛ خواننده: لیائو چانگ‌یانگ     | آهنگ آغازین           |
| ۲ | قهرمانان سپهر و زمین را می‌پیمایند | سازنده: ژائو جیپینگ؛ اشعار: یی مینگ؛ خواننده: تان جینگ           | آهنگ پایانی           |
| ۳ | جهانی تار                         | سازنده: ژائو جیپینگ؛ اشعار: یی مینگ؛ خواننده: تان سان            | آهنگ پایانی           |
| ۴ | ترانۀ دیائو چان                   | سازنده: ژائو جیپینگ؛ اشعار: لو گوان‌ژونگ؛ خواننده: چن هائو        |                       |
| ۵ | عشق بدون ردپا                     | سازنده: هو لی؛ اشعار: شی دونگ‌هویی و هو لی؛ خواننده: دنگ تیان‌چینگ |                       |
| ۶ | بیهوده نیست                       | سازنده: تانگ چی‌وای؛ اشعار: سندی چانگ؛ خواننده: سوپر ۴            | آهنگ آغازین در هنگ‌کنگ |